# خشکسالی و دروغ (فیلم)
خشکسالی و دروغ فیلمی از پدرام علیزاده و بر اساس نمایشنامه‌ای به همین نام نوشته محمد یعقوبی محصول سال ۱۳۹۴ است.
این فیلم در ۷ مهر ۱۳۹۵ در سینماهای ایران اکران شد.

## خلاصه داستان
امید به همراه همسرش آلا و آرش برادر همسرش در مهمانی حضور دارند. میترا همسر سابق امید با او تماس می‌گیرد و می‌گوید که به کمک امید احتیاج دارد. امید با او قرار می‌گذارد و اتفاقات بعدی رقم می‌خورد که همسرش در مراسم تولد چهار نفره مست می‌شود و چیزهایی که نباید بگوید را می‌گوید.

## بازیگران
- محمدرضا گلزار درنقش آرش
- پگاه آهنگرانی درنقش آلا
- خاطره اسدی درنقش نگار
- علی سرابی درنقش امید
- آیدا کیخایی درنقش میترا
- مارال بنی آدم درنقش گیتی
- مهدی محرابی درنقش افشین
- مهدی حسینی نیا درنقش پلیس

مانی گلکاری